# The Guitar World According to Frank Zappa
The Guitar World According to Frank Zappa es un álbum recopilatorio repleto de solos de guitarra del músico y compositor estadounidense Frank Zappa. Se lanzó por primera vez como casete de regalo con la revista Guitar World, además de haber sido editado como bootleg bajo los título Guitar Hernia y Solo on Guitar. La compilación nunca ha aparecido de forma oficial en otros formatos (discos compactos, etc.), pero el casete contiene material único, incluyendo un solo de guitarra inédito y un pasaje de una remezcla inédita de "Revised Music for Guitar and Low-Budget Orchestra" del álbum Studio Tan, con overdubs de batería de Chad Wackerman.

## Lista de canciones

### Cara A
1. "Sleep Dirt" – 3:17
  - Del álbum Sleep Dirt.
2. "Friendly Little Finger" – 4:17
  - Del álbum Zoot Allures.
3. Pasaje de "Revised Music for Guitar and Low-Budget Orchestra" – 1:45 
  - Remezcla inédita con overdubs de batería de 1984.
4. "Things That Look Like Meat" – 6:06
  - Versión recortada de una pista que después apareció en Guitar.

### Cara B
1. "Down in de Dew" – 2:54
  - Lanzado después como parte de Läther.
2. "A Solo from Heidelberg" – 5:26
  - Lanzado después como parte de One Shot Deal.
3. "A Solo from Cologne" – 5:11
  - Versión más larga de una pista que aparece en Guitar.
4. "A Solo from Atlanta" – 4:05
  - Versión más larga de una pista que aparece en Guitar.